# Laurel & Hardy
Laurel and Hardy (br: O Gordo e o Magro; pt: Bucha e Estica) foi uma famosa dupla de comediantes e uma das equipes cômicas mais populares do cinema dos Estados Unidos, em atividade desde o cinema mudo até meados da Era de Ouro de Hollywood. Composta por um magro, o inglês Stan Laurel (1890 – 1965) e um gordo, o americano Oliver Hardy (1892 – 1957), a dupla tornou-se conhecida durante as décadas de 1920 e 1930 pelo seu trabalho em filmes de comédia e apresentações teatrais na América e na Europa.
Os dois comediantes trabalharam juntos pela primeira vez no filme mudo The Lucky Dog (1917). Após um período aparecendo separadamente em vários curta-metragens no Hal Roach Studios, durante a década de 1920, eles começaram a atuar juntos em 1926. Laurel e Hardy tornaram-se oficialmente uma dupla no ano seguinte, e logo se tornaram as estrelas mais lucrativas de Hal Roach. Entre seus filmes mais populares e bem sucedidos estão os longa-metragens Filhos do Deserto (1933), Dois Caipiras Ladinos (1937), e A Ceia dos Veteranos (1938) e os curtas Negócio de Arromba (1929), Liberty (1929) e Caixa de Música (1932), este último vencedor do Oscar de Melhor Curta-Metragem (Comédia).

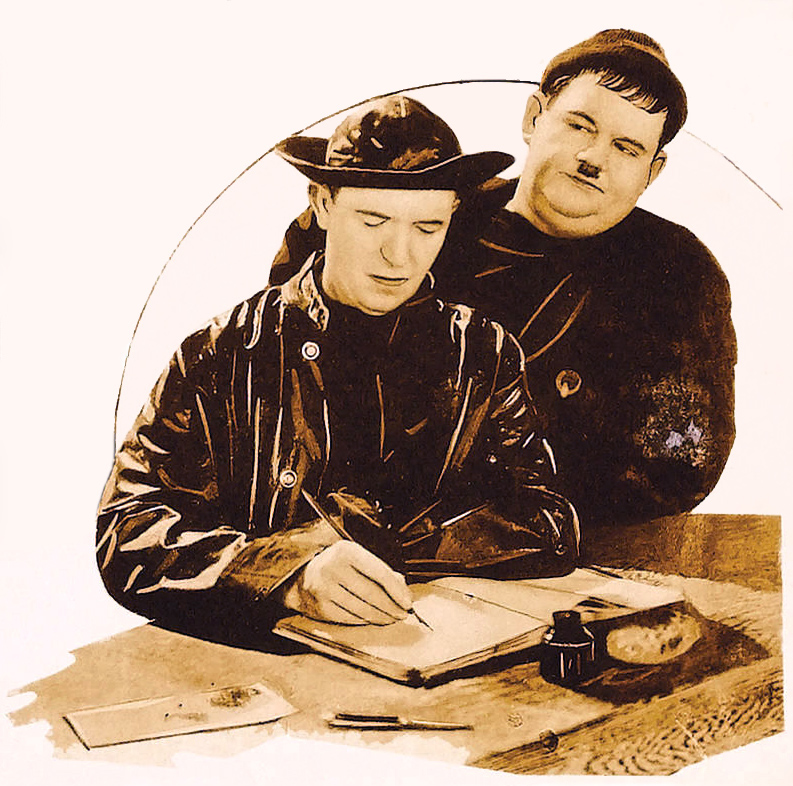
Laurel e Hardy em uma arte promocional do curta Any Old Port! (1932).

A dupla deixou o Hal Roach Studios em 1940 e apareceram em oito comédias "B" da 20th Century Fox e Metro-Goldwyn-Mayer, de 1941 até 1944. Decepcionados com os filmes em que tinham pouco controle criativo, de 1945 a 1950, a dupla não apareceu em nenhuma produção cinematográfica e se concentrou em suas apresentações teatrais, embarcando em uma turnê pela Inglaterra, Irlanda e Escócia. O último filme da dupla O Gordo e o Magro foi Atoll K (Utopia) (1951), e depois se aposentaram das telonas. No total, eles apareceram juntos em 106 filmes, sendo 40 curtas sonoros, 32 curtas mudos, 23 longa-metragens e 11 em pequenas pontas.

## Histórico

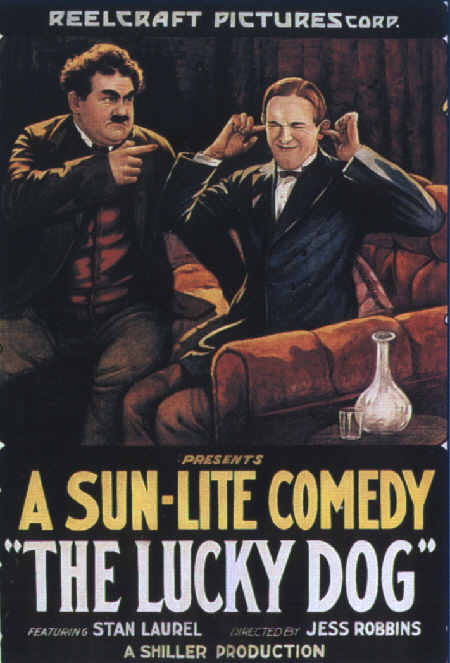
Cartaz do filme mudo The Lucky Dog (1917), o primeiro filme em que Stan Laurel e Oliver Hardy apareceram juntos.

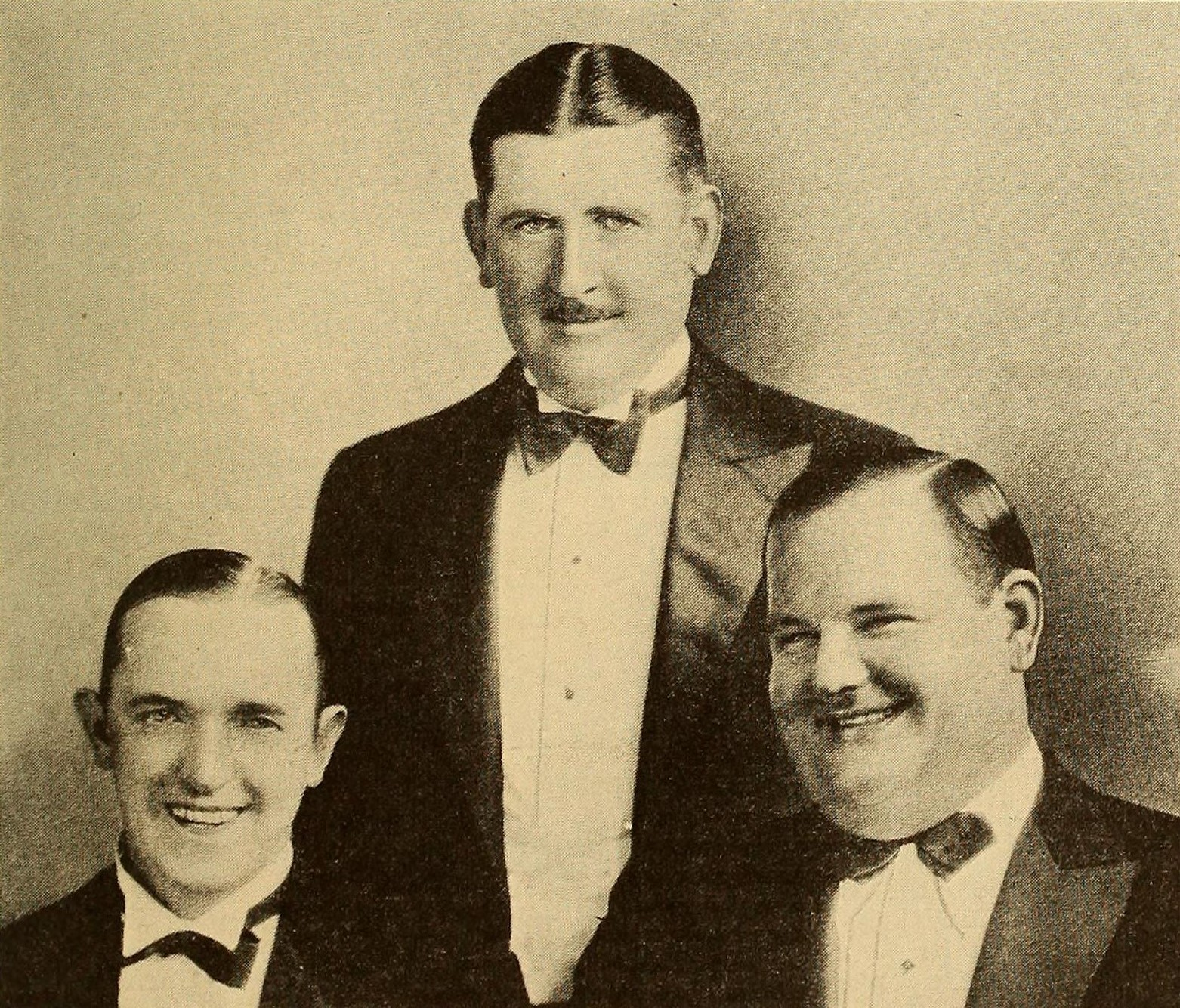
A dupla com James Parrott, diretor de muitos curtas-metragens estrelados por ela

Os dois comediantes iniciaram sua carreira trabalhando separadamente trabalharam juntos pela primeira vez foi casualmente, no filme The Lucky Dog. Após um período em que trabalhavam separados em vários curta-metragens do Hal Roach Studios durante os anos 1920, começaram a atuar juntos em 1926, quando Hardy foi chamado para o filme Get’Em Young, mas foi hospitalizado após uma queimadura, e Laurel foi recrutado para o trabalho. Posteriormente, Laurel e Hardy apareceram num mesmo filme, 45 Minutes from Hollywood, interagindo em algumas cenas.
Em 1927, Laurel e Hardy apareceram juntos em Slipping Wives, Duck Soup e With Love and Hisses. O diretor supervisor do Roach Studios, Leo McCarey, observou em uma apresentação a reação da audiência, e começou a colocá-los juntos, criando assim a mais famosa dupla de humoristas da história do cinema.
Alguns de seus mais populares filmes foram Sons of the Desert (1933), Way Out West (1937), Block-Heads (1938) e os curtas Big Business (1929), Liberty (1929) e The Music Box (“Caixa de Música”/ “Entregas a Domicílio”), vencedor do Óscar de curta-metragem (comédia), em 1932. Outros filmes importantes foram Unaccustomed As We Are, de 1929, que marcou sua transição para o cinema sonoro; Brats, de 1930, com Stan e Ollie interpretando eles mesmos e seus próprios filhos; The Rogue Song, de 1930, musical em Technicolor, o primeiro que fizeram em cores; Pardon Us, de 1931, o primeiro longa-metragem.
Laurel e Hardy também atuaram para o USO, suporte das Forças Aliadas durante a Segunda Guerra Mundial. Em 1940, a dupla deixou o Roach Studio, aparecendo em oito comédias “B” da 20th Century Fox e Metro-Goldwyn-Mayer, entre 1941 e 1944. A partir de 1941, os filmes da dupla foram perdendo a qualidade.
De 1945 a 1950, ao invés do cinema, a dupla se concentrou mais nas apresentações teatrais. Em 1947, planejaram ficar durante 6 semanas na Grã-Bretanha. O biógrafo John McCabe relata que eles continuaram no Reino Unido e França até 1954.
Fizeram seu último filme, Atoll K, na França, de 1950 a 1951, e retiraram-se do cinema. Ao todo, fizeram cerca de 106 filmes juntos, sendo 40 curta-metragens sonoros, 32 curta-metragens no cinema-mudo, 23 longa-metragens e 11 filmes como convidados.

## Morte de Oliver Hardy
Em maio de 1954, Hardy teve um infarto do miocárdio; em 1955, a dupla foi contratada, juntamente com Hal Roach, Jr., para uma série de TV baseada na fábula da Mother Goose (“Mamãe Ganso”), Laurel and Hardy's Fabulous Fables. Laurel, porém, sofreu um AVC, com uma lenta convalescença. Hardy teve um AVC em 15 de setembro de 1956, ficando paralisado e acamado por vários meses, sem falar e se mover.
Em 7 de agosto de 1957, Oliver Hardy morreu, aos 65 anos. Laurel não compareceu ao seu funeral, pois entrara em severa depressão com a morte do amigo e parceiro, e disse que Babe (apelido carinhoso que dera a Hardy) compreenderia. Laurel decidiu, a partir de então, não mais trabalhar sem o seu amigo de tanto tempo, e passou a escrever para comédias. Os amigos diziam que Laurel ficou totalmente arrasado após a morte de Hardy, sem nunca ter se recuperado.

## Morte de Stan Laurel
Stan viveu seus últimos anos em um apartamento no Oceana Hotel, em Santa Mônica. Jerry Lewis era um dos muitos comediantes que o visitavam, aproveitando suas sugestões para a produção de The Bellboy (1960).
Faleceu vítima de um ataque cardíaco, em 23 de fevereiro de 1965, aos 74 anos. Seu corpo está enterrado no Forest Lawn Memorial Park, em Los Angeles.

## Dubladores no Brasil
- José Soares[2] como Oliver Hardy na dublagem AIC São Paulo
- Waldir Guedes[3] como Stan Laurel na dublagem AIC São Paulo
- Orlando Drummond[4] como Oliver Hardy na dublagem VTI Rio
- Waldyr Sant'anna[5] como Stan Laurel na dublagem VTI Rio.

## Influência e legado
A influência de Laurel e Hardy em uma ampla gama de comédias e outros gêneros tem sido considerável. Lou Costello, da famosa dupla Abbott e Costello, declarou "Eles foram a dupla de comédia mais engraçada de todos os tempos", acrescentando "A maioria dos críticos e estudiosos do cinema ao longo dos anos concordaram com esta avaliação". Escritores, artistas e performers tão diversos como Samuel Beckett, Jerry Lewis, Peter Sellers, Marcel Marceau, Steve Martin, John Cleese, Harold Pinter, Alec Guinness, J. D. Salinger, René Magritte e Kurt Vonnegut entre muitos outros, reconheceram uma dívida artística com a dupla. A partir dos anos 1960, a exposição na televisão de (principalmente) seus curtas-metragens garantiu uma influência contínua em gerações de comediantes.

### Homenagens

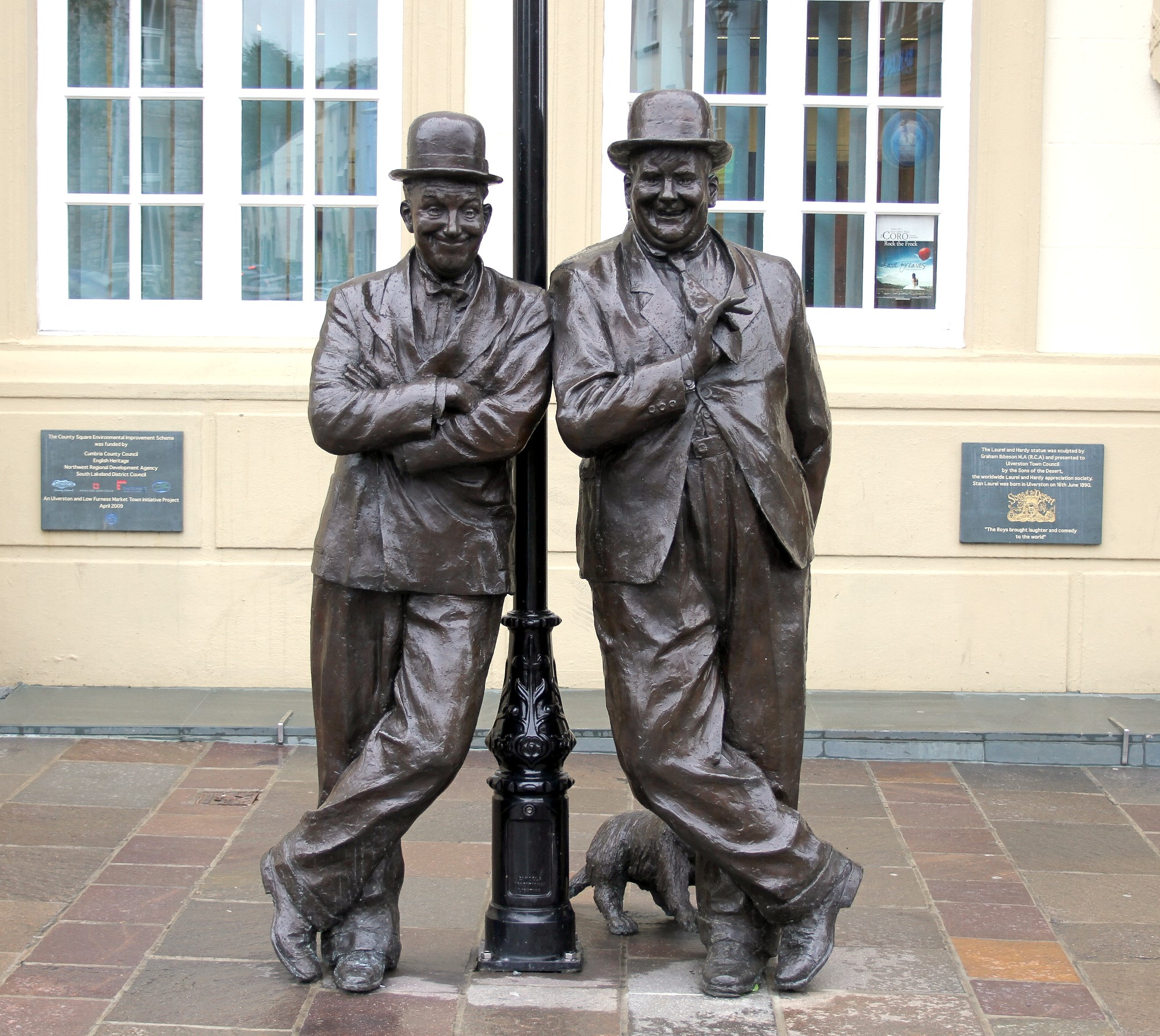
Estátuas de Stan Laurel e Oliver Hardy do lado de fora fora do Coronation Hall Theatre, Ulverston, Cumbria, Inglaterra (local de nascimento de Laurel).

- Em 1961, Stan recebeu um Óscar especial da Academia por seu “pioneirismo criativo no campo da comédia cinematográfica”. Ele esteve envolvido em cerca de 190 filmes.
- O filme The Great Race (“A Corrida do Século”), de Blake Edwards, em 1965, foi dedicado a Laurel e Hardy, cuja trilha sonora contém a faixa "Push the button, Max!", que posteriormente foi adicionada a alguns filmes da dupla, associada aos momento em que Oliver Hardy comete alguma trapalhada.
- Em 1989, uma estátua de Laurel foi erigida em Dockwray Square, North Shields, Northumberland, Inglaterra, onde ele viveu, entre 1897 e 1902, e onde os degraus sob o North Shields Fish Quay podem ter inspirado a cena de piano em The Music Box.
- Em 2006, a BBC encenou um drama baseado num encontro entre Laurel e Hardy, com reminiscências sobre sua carreira, denominado Stan.[7][8]
- A estrela de Laurel na Calçada da Fama é situada na 7021 Hollywood Blvd, Los Angeles, Califórnia.
- Hardy tem uma estrela na Calçada da Fama localizada na 1500 Vine Street, em Hollywood, Califórnia
- Em 2008, uma estátua de Stan Laurel foi colocada em Bishop Auckland, County Durham, no local do Eden Theatre.
- Em abril de 2009, uma estátua de bronze de Laurel e Hardy foi colocada em Ulverston, Cumbria.[9]
- Sobre a porta da casa onde Stan Laurel morou, há uma placa homenageando o ator.
- Os Estúdios Hanna-Barbera fizeram uma série animada baseada nos humoristas em 1966, a série teve duas temporadas e um total de 148 episódios. A versão animada da dupla também apareceu em alguns episódios de Os Novos Filmes de Scooby-Doo em 1972.
- Um filme biográfico intitulado Stan & Ollie dirigido por Jon S. Baird e estrelado por Steve Coogan como Stan e John C. Reilly como Oliver foi lançado em 2018 e narrou a turnê da dupla em 1953 pela Grã-Bretanha e Irlanda. Por suas performances, Reilly e Coogan foram nomeados para um Globo de Ouro e um prêmio BAFTA, respectivamente.

### Em todo o mundo
Laurel e Hardy são populares em todo o mundo, mas são conhecidas com nomes diferentes em vários países e idiomas
| Pais                      | Conhecidos como:                                                                    |
| ------------------------- | ----------------------------------------------------------------------------------- |
| Egito                     | (لوريل وهاردي) (Laurel and Hardy)                                                   |
| Irã                       | (لورل و هاردی) (Laurel and Hardy)                                                   |
| Polônia                   | "Flip i Flap" (Flip and Flap)                                                       |
| Germânia                  | "Dick und Doof" (Fat and Dumb)                                                      |
| Brasil                    | "O Gordo e o Magro" (The Fat One and the Skinny One)                                |
| Suécia                    | "Helan och Halvan" (The Whole and the Half)                                         |
| Noruega                   | "Helan og Halvan" (The Whole and the Half)                                          |
| Países que falam espanhol | "El Gordo y el Flaco" (The Fat One and the Skinny One)                              |
| Itália                    | "Stanlio e Ollio" also as "Cric e Croc" up to the 1970s                             |
| Hungria                   | "Stan és Pan" (Stan and Pan)                                                        |
| Romania                   | "Stan și Bran" (Stan and Bran)                                                      |
| Holanda, Bélgica          | "Laurel en Hardy", "Stan en Ollie", "De Dikke en de Dunne" (The Fat and the Skinny) |
| Dinamarca                 | "Gøg og Gokke" (Roughly translates to Wacky and Pompous)                            |
| Portugal                  | "O Bucha e o Estica" (The Fat One and the Skinny One)                               |
| Croácia, Sérvia, Bósnia   | "Stanlio i Olio"                                                                    |
| Macedônia                 | "Olio i Stanlio" (Олио и Станлио)                                                   |
| Eslovênia                 | "Stan in Olio"                                                                      |
| Grécia                    | "Hondros kai Lignos" (Χοντρός και Λιγνός) (Fat and Skinny)                          |
| India (Marathi)           | "जाड्या आणि रड्या" (Fatso and the Crybaby)                                                |
| India (Punjabi)           | "Moota Paatla" (Laurel and Hardy) (Fat and Skinny)                                  |
| Finlândia                 | Ohukainen ja Paksukainen (Thin one and Thick one)                                   |
| Iceland                   | "Steini og Olli"                                                                    |
| Israel                    | "השמן והרזה" (ha-Shamen ve ha-Raze, The Fat and the Skinny)                         |
| Vietnam (Sul)             | "Mập – Ốm" (The Fat and the Skinny)                                                 |
| Coréia (Sul)              | "뚱뚱이와 홀쭉이" (The Fat and the Skinny)                                          |
| Malta                     | "L-Oħxon u l-Irqiq" ("The Fat and the Thin One")                                    |
| Tailândia                 | "อ้วนผอมจอมยุ่ง" ("The Clumsy Fat and Thin")                                           |
| França                    | "Laurel et Hardy"                                                                   |
| Taiwan                    | "勞萊與哈台"                                                                        |